# 国際反戦デー
国際反戦デー（こくさいはんせんでー）とは、日本の記念日の1つ。1966年に始まり、毎年10月21日。「国際」と呼ばれるが日本だけの記念日である。

## 概説
1966年10月21日に日本労働組合総評議会（総評）が「ベトナム反戦統一スト」を実施し、それと同時に全世界の反戦運動団体にもベトナム戦争反対を呼びかけたことに由来する。ジャン・ポール・サルトルが「世界の労働組合で初めてのベトナム反戦スト」と総評を讃えた。
1967年10月21日には、アメリカのワシントンD.C.で10万人を超えるベトナム戦争反対デモ（「ペンタゴン大行進」）がおこなわれ、日本や西ヨーロッパでも同様な示威活動が展開された。
1968年には、新左翼による新宿騒乱などが発生した。翌1969年にも10.21国際反戦デー闘争が新宿などで発生した。
ベトナム戦争、安保闘争、東西冷戦などの終結後も、一部の反戦運動や左翼団体などにより各種の集会が毎年開催されている。
なお、この日は1943年に明治神宮外苑で、学徒出陣壮行会が行われた日でもある。

## 年表
- 1966年10月21日 - 総評が秋期闘争の第3次統一行動として、ベトナム反戦を中心とするストライキを実施。48単産（産業別単一労働組合）約211万人がスト参加。91単産308万人が職場大会に参加。総評の内外への呼びかけに国内から350人近い各界知識人の支持声明が発表され、世界労働組合連盟をはじめ世界各国の労働組合からも連帯のメッセージがよせられ、以後この日は10・21国際反戦デーとなった[4]。
- 1968年10月21日 - 18単産、76万人がストライキ、集会に456万人。46都道府県560ヵ所で集会とデモ。新宿騒乱（反代々木系学生らが国会議事堂や六本木の防衛庁に侵入、新宿駅構内を占拠・放火。逮捕745人。うち騒乱罪適用450人、13人起訴）。
- 1969年10月21日 - 日本社会党・日本共産党の条件つき一日共闘で全国600か所86万人が統一行動。中央集会には8万人。反日本共産党系学生、各地でゲリラ活動、機動隊と衝突、1222人逮捕。東京都ではデモ隊の一部が暴徒化、歌舞伎町では駐車中の自動車を横転させて放火、また御苑大通交番を襲撃して放火するなど混乱した。さらに飯田橋駅付近では、デモ隊に巻き込まれて老人が1人死亡した[5]。
- 1970年10月21日 - 社共一日共闘、全国785ヵ所37万2千人が集会。社・共・総評など11団体の統一実行委員会主催中央集会に10万人。「公害追放」のスローガン初登場。全国全共闘・全国反戦共催集会1万3千人。べ平連7千人。
- 1971年10月21日 - 全国600か所150万人が集会。統一実行委員会主催の「中央大集会」に12万人。中核派系6300人、反中核派系6800人、革マル派3200人、ベトナムに平和を!市民連合（べ平連）など市民団体4700人が別々に集会。
- 1972年10月21日 - 47都道府県536ヵ所22万人。実行委主催の中央集会に10万人。新左翼各派は計1万人。
- 1973年10月21日 - 18団体主催全国統一行動横田大集会5万人。三沢基地包囲など全国39都道府県214会場で集会・デモ。中核派1200人、革マル派600人など9団体4300人が都内デモ。
- 1974年10月21日 - 核持ち込み糾弾・ジェラルド・R・フォード来日反対の全国統一行動。中央集会に7万人、458ヵ所230万人が集会。
- 1975年10月21日 - 第10回国際反戦デー。中央集会5万人。公明党参加とりやめ。全国523ヵ所、140万人。
- 1976年10月21日 - 全国349ヵ所73万人、中央集会に6万5千人。
- 1979年10月20日 - 明治公園での中央集会に2万人。全国397ヵ所80万人。
- 1980年10月20日 - 日米安保条約廃棄をかかげ、25都道府県で社・共統一集会。全実委と中実委2団体主催の中央集会に10万人参加。総評の新平和4原則をめぐり社共が対立。一日共闘も分裂寸前で維持される。
- 1981年10月20日 - 中央集会分裂。総評などの中央集会4万人（一部の妨害で中止）。10.21中実委主催中央集会、2万8千人、23道県で統一集会。
- 1982年10月21日 - 中央集会分裂、社会党系は2万8千人、共産党系は3万人。全国475ヵ所で集会、うち25道県で社・共統一集会。
- 1983年10月21日 - 社・総評など5千人、反核と反角を掲げて中央集会。中実委主催の中央集会に2万5千人。22県で統一集会。
- 1984年10月21日 - 総評など横須賀中央行動に2万人、中実委など東京で3万人が集会。15県で社・共共闘。
- 1985年10月21日 - 中央では中央実行委など6団体主催2万人。36道府県で共産党系独自集会、10県で社共統一集会[6]。